# Dexter Sol Ansell
Dexter Sol Ansell (nacido el 16 de septiembre de 2014) es un actor infantil británico.

## Primeros años y vida personal
Originario de Leeds (Yorkshire), es hijo de Debbie King, exconductora del programa Quizmania (2005–2009), y de Jonathan Ansell, cantante del grupo de pop operístico G4.

## Actuación
Inició su carrera actoral en la telenovela británica Emmerdale (1972–presente), interpretando a Carl Holliday, hijo de Jimmy King, entre enero y mayo de 2016. Regresó a la misma serie en junio de 2019 como Lucas Taylor, hijo de Dawn Taylor, papel que mantuvo hasta marzo de 2021.
Interpretó a una versión joven de Coriolanus Snow en Los juegos del hambre: balada de pájaros cantores y serpientes (2023). También participó en la serie The Midwich Cuckoos (2022), en la comedia Hullraisers (2022–2023) de Channel 4 y en la cinta de terror The Moor (2023). Asimismo, apareció en la película navideña de Netflix Christmas on Mistletoe Farm (2022). Entre sus proyectos se encuentran el filme Here (2024), dirigido por Robert Zemeckis, y el papel de Pequeño Dan en la comedia familiar Robin and the Hoods (2024), producida por Sky Cinema.
En abril de 2024, fue elegido para interpretar el papel principal de Aegon «Egg» Targaryen en A Knight of the Seven Kingdoms (2026), escrita por George R. R. Martin. La historia se sitúa un siglo antes de los acontecimientos de Game of Thrones (2011–2019) y 72 años después del inicio de La casa del dragón (2022–presente).
En octubre de 2024, fue anunciado como parte del elenco de la película 500 Miles (TBA), junto a Bill Nighy, Maisie Williams y Roman Griffin Davis.

## Filmografía
| dagger | Indica obras que aún no se han estrenado |

| Año       | Título                                                         | Personaje                      | Notas             |
| --------- | -------------------------------------------------------------- | ------------------------------ | ----------------- |
| 2016      | Emmerdale                                                      | Carl Holliday                  |                   |
| 2019–2021 | Emmerdale                                                      | Lucas Taylor                   |                   |
| 2022      | The Midwich Cuckoos                                            | David Saunders                 | 5 episodios       |
| 2022      | Christmas on Mistletoe Farm                                    | Buster                         |                   |
| 2023      | The Moor                                                       | Danny                          |                   |
| 2023      | Hullraisers                                                    | Finlay                         |                   |
| 2023      | Los juegos del hambre: balada de pájaros cantores y serpientes | Joven Coriolanus Snow          |                   |
| 2024      | Robin and the Hoods                                            | Pequeño Dan                    |                   |
| 2024      | Here                                                           | Niño con vestido               |                   |
| 2026      | A Knight of the Seven Kingdoms                                 | Príncipe Aegon «Egg» Targaryen | Papel protagónico |
| —         | 500 Miles                                                      | Charlie                        | En filmación      |